# Creed (film)
 For alternative betydninger, se Creed. (Se også artikler, som begynder med Creed)
Creed er en amerikansk dramafilm fra 2015. Filmen er instrueret af Ryan Coogler, skrevet af Coogler og Aaron Covington, og har Michael B. Jordan og Sylvester Stallone i hovedrollerne. Filmen er produceret af Robert Chartoff, Irwin Winkler og Sylvester Stallone.
Michael B. Jordan spiller som Adonis Johnson Creed, søn af bokseren Apollo Creed, med Stallone som genses i rollen som Rocky Balboa. Filmens øvrige roller spilles af blandt andre Tessa Thompson, Tony Bellew, Andre Ward, Gabriel Rosado og Graham McTavish. Filmen er en spin-off fra filmserien om Rocky, og er dermed den syvende film i serien. Den havde biografpremiere i Danmark 3. december 2015. 
For sin optræden blev Stallone nomineret til en Oscar for bedste mandlige birolle og vandt en Golden Globe for bedste mandlige birolle

## Handling
Den tidligere verdensmester i boksning, Rocky Balboa, bliver træner og mentor for Adonis Johnson Creed, søn af hans afdøde ven og tidligere ærkerival Apollo Creed.

## Medvirkende
- Michael B. Jordan som Adonis Johnson Creed
- Sylvester Stallone som Rocky Balboa
- Tessa Thompson som Bianca
- Tony Bellew som 'Pretty' Ricky Conlan
- Graham McTavish som Tommy Holiday
- Phylicia Rashad som Mary Anne Creed
- Wood Harris som Tony "Little Duke"
- Andre Ward som  Danny "Stuntman" Wheeler
- Gabriel Rosado som Danny "Stuntman" Wheeler
- Liev Schreiber som HBO 24/7 announcer
- Michael Buffer som sigselv
- Max Kellerman som sigselv

## Produktion
Indspilningen begyndte den 19 januar 2015 i Liverpool og flyttede senere til Philadelphia, Rockys hjem. 